# Fontaine monumentale
Pour l’article homonyme, voir Fontaine monumentale d'Évreux.

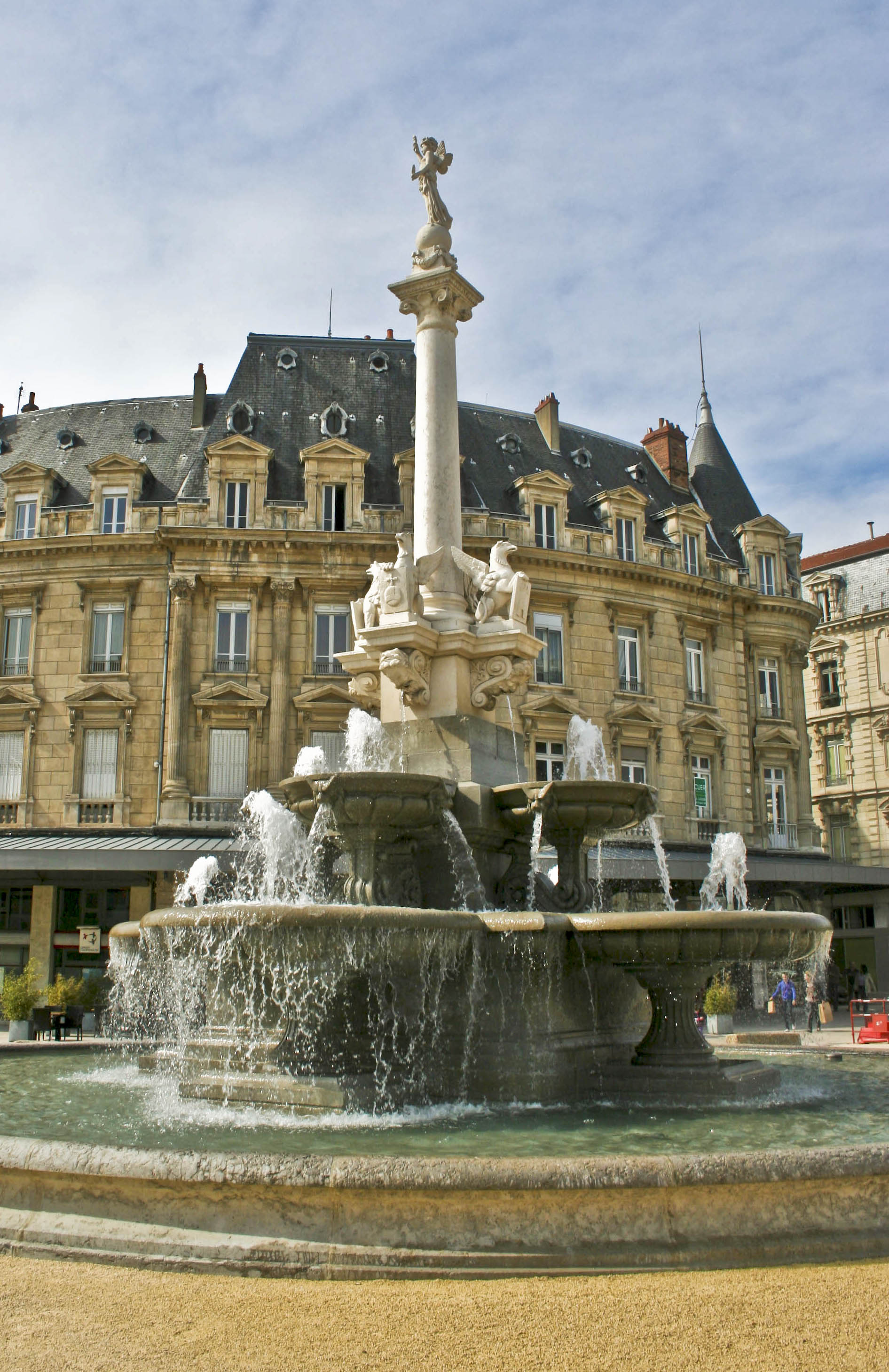
La fontaine monumentale.

La fontaine monumentale, œuvre de l'architecte Eugène Poitoux et datant de 1887, est une fontaine située à l'angle des boulevards Bancel et Maurice Clerc dans le centre-ville de Valence, dans le département de la Drôme.
Le sculpteur en est Auguste Frizon.

## Histoire
Quelques décennies auparavant, en 1848 fut érigée à l'emplacement de la future fontaine une statue de la liberté brisant ses fers. Elle sera détruite trois ans plus tard sous le Second Empire. La fontaine était surmontée d'un génie ailé debout sur une boule et tenant d'une main un flambeau et de l'autre un miroir. Cette statuette fut détruite en 1954, la foudre s'étant abattue sur la colonne.
En 2005, la fontaine fut rénovée et déplacée de quelques mètres, afin de mieux s'intégrer dans la perspective des boulevards rénovés et en 2006, une copie du génie ailé fut replacée au sommet de la colonne.

## Description
Le personnage qui surmonte la statue n'est autre qu'Hermaphrodite, il se tient sur le pied gauche (ou senestre, ce qui est un signe annonciateur de chute ou de malheur. Cela annonce la perte - négociée avec Zeus - de sa divinité, afin de pouvoir épouser une naïade dont il est "tombé" amoureux en s'abreuvant à une fontaine.
Le flambeau est le symbole viril du père, Hermès, et le miroir le symbole de sa mère, déesse de la beauté, Aphrodite (d'où son nom). Il n'est pas un ange, ni un génie, il est représenté avec un pagne qui cache son sexe, car il est à la fois de sexe masculin et de sexe féminin ; il est le représentant symbolique de l'hermaphroditisme. Au lieu de cacher cette réelle identité (c'est l'actuel rejet de toute pédophilie qui a dicté cette attitude), la ville de Valence devrait s'enorgueillir de posséder une des très rares représentations de ce jeune personnage. Si l'artiste l'avait choisi pour Valence, c'est qu'il est, dans la mythologie, le symbole de la fusion du couple amoureux.